# Sophie Wörishöffer
Sophie Wörishöffer, née Andresen le 6 octobre 1838 à Pinneberg, près de Hambourg, et morte le 8 novembre 1890 à Altona, est une femme de lettres allemande, auteur de livre pour la jeunesse. Elle a écrit sous divers noms de plume, comme Sophie Andresen, S. Fischer, A. Harder, W. Höffer, Sophie von der Horst, K. Horstmann, W. Noeldechen.

## Biographie
Sophie Wörishöffer est la fille d'un avocat du duché de Holstein, Otto Andresen, et de son épouse, née Clara Antoinette von Liliencron. Elle est donc la nièce du germaniste et folkloriste Rochus von Liliencron et cousine du nouvelliste et poète Detlev von Liliencron. Elle devient orpheline de père à 13 ans. Sa mère s'installe donc avec ses trois enfants à Altona en 1857. La jeune fille étudie, puis publie des nouvelles, des feuilletons et des récits dans des revues et journaux.
Elle épouse en 1866 l'architecte Albert Fischer Wörishöffer, mais il meurt en 1870, laissant sa veuve sans ressources qui donne le jour ensuite à un fils, Hugo qu'elle élève seule. Sophie Wörishöffer décide alors de se consacrer à l'écriture et d'affiner ses dons littéraires. Elle écrit des articles dans des journaux, puis un roman Aus den Erfahrungen einer Hausfrau. Ein Weihnachtsgeschenk für Deutschlands Bräute, ainsi que des récits publiés pour la plupart chez Velhagen & Klasing (Bielefeld et Leipzig). Elle écrit des récits et des romans d'aventure pour la jeunesse. Son livre Robert des Schiffsjungen Fahrten und Abenteuer auf der deutschen Handels- und Kriegsflotte (1877) remporte un immense succès. Velhagen & Klasing lui verse dès lors des honoraires annuels de 2 000 marks.
Elle meurt à Altona, mais sa tombe a disparu.

## Œuvre
Sophie Wörishoffer peut être qualifiée de Jules Verne allemand, car ses livres sont toujours écrits sur une base historique avec des faits vérifiés dans la réalité et illustrent souvent des aventures d'adolescents se passant dans les colonies, ou ayant trait à l'expansion économique, scientifique et territoriale de l'Europe de l'époque. Ces récits permettent à la jeunesse de s'identifier avec de jeunes héros et d'étendre leurs connaissances géographiques, historiques et scientifiques. Chaque volume comprend 500 à 600 pages et seize illustrations au moins, sur une page entière, une couverture cartonnée illustrée avec dorures comme la tranche. Chaque volume est vendu à l'époque 9 marks, ce qui est une somme importante. Seul Karl May la dépasse en nombre de livres vendus. Comme celui-ci, Sophie Wörishöffer ne connaissait les pays qu'elle décrivait que par la lecture de nombreux récits d'aventure, d'ouvrages de géographie et de voyage, que lui procurait son éditeur.
Ses œuvres ont été traduites très vite en suédois, danois et néerlandais, puis éditées après 1945 par d'autres maisons d'édition.

## Liste des œuvres

### Récits pour la jeunesse
- Robert des Schiffsjungen Fahrten und Abenteuer auf der deutschen Handels- und Kriegsflotte (1877), livre qui remporta un succès considérable en relatant les aventures d'un mousse en Amérique, en Patagonie, en Afrique, etc.
- Das Naturforscherschiff oder Fahrt der jungen Hamburger mit der Harmonia nach den Besitzungen ihres Vaters in der Südsee (1880), aventures de deux frères de Hambourg, Hans et Franz, qui partent sur le bateau Harmonia sur les traces de leur père dans les mers du sud
- Auf dem Kriegspfade. Eine Indianergeschichte aus dem fernen Westen (1881), qui décrit les aventures de Hugo chez les Sioux
- Das Buch vom braven Mann. Bilder aus dem Seeleben(1882)
- Kreuz und quer durch Indien. Irrfahrten zweier junger deutscher Leichtmatrosen in der indischen Wunderwelt (1884), qui retrace les voyages périlleux de deux garçons allemands aux Indes
- Gerettet in Sibirien (1884), adapté d'un récit de Tissot et Améro, qui raconte les aventures d'une famille allemande exilée en Sibérie
- Onnen Visser, der Schmugglersohn von Norderney (1885), qui relate les aventures d'un jeune Frison à l'époque des guerres napoléoniennes qui le mènent jusqu'en Russie
- Durch Urwald und Wüstensand (1886), qui relate l'histoire de Johannes dans la forêt vierge d'Afrique et sur les traces de la reine de Saba
- Lionel Forster. Eine Geschichte aus dem amerikanischen Bürgerkriege (1887), qui retrace l'histoire d'un jeune garçon pendant la guerre de Sécession
- Ein Wiedersehen in Australien (1888)
- Die Diamanten des Peruaners. Fahrten durch Brasilien und Peru (1889), voyage au Brésil et au Pérou en quête de diamants
- Unter Korsaren. Irrfahrten, Abenteuer und Kämpfe auf der Südsee und Erlebnisse von Christensklaven in Tripolis (1890), histoires de Mathias chez les corsaires et du sauvetage d'esclaves chrétiens prisonniers à Tripoli
- Im Goldlande Kalifornien. Fahrten und Schicksake goldsuchender Auswanderer (1891) qui raconte l'histoire de chercheurs d'or dans la région de San Francisco et en Californie

### Sous le pseudonyme de W. Noeldechen
- Der zweite Pfeil, aventures en Chine
- Die Zwillingsbrüder, récits de deux jumeaux chevaliers pendant la guerre de Trente Ans

### Romans et récits pour les grandes personnes
- Aus den Erfahrungen einer Hausfrau. Ein Weihnachtsgeschenk für Deutschlands Bräute
- Von Geschlecht zu Geschlecht (1888)
- Der Väter Schuld (1892)
- Dämon Geld (1893)
- Sensitive (1893)
- Geheimnis des Hauses Wolfram (1897)
- Der Fluch der Schönheit (1901)